# MASSIVE WONDERS
「MASSIVE WONDERS」（マッシヴ・ワンダーズ）は、水樹奈々の16枚目のシングル。2007年8月22日にキングレコードから発売された。

## 解説
- 表題曲「MASSIVE WONDERS」は、テレビアニメ『魔法少女リリカルなのはStrikerS』の後期オープニングテーマとして使用された。作詞は水樹本人、作曲・編曲は矢吹俊郎が担当しているが、矢吹がシングル曲を担当するのは2003年に発売された「still in the groove」以来となる。
- 矢吹プロデュースとしてこれまでの楽曲と異なる点として、ドラムに渡辺豊が参加していること、バックコーラスが奥井雅美ではなく田中耕作、高橋聡美に変わっている。
- シングル曲含めて、矢吹作曲の楽曲に水樹が作詞をしたのは本作のみとなっている（2019年10月現在）。

- カップリング曲には、本人曰く、キュートで夏らしい爽やかな楽曲になっている「Happy Dive」、そしてテレビアニメ『魔法少女リリカルなのはStrikerS』の挿入歌である「Pray」を収録している。

- 2007年8月24日付FRIDAY SUPER COUNTDOWN 50第863回で、声優個人としては初の1位を獲得[1]。 また、A&Gメディアステーション こむちゃっとカウントダウンのこむちゃーとでは、2007年9月8日放送分（第257回こむちゃーと）で1位を獲得して以降、2007年12月1日放送分（第269回こむちゃーと）までの13週にわたって1位を獲得した。これにより、堀江由衣の「心晴れて 夜も明けて」の10週連続記録を更新した。 また、獲得ポイントでは2007年の年間チャートで1位となり、さらに歴代チャートでも自身の「Justice to Believe」に次ぐ1660ポイントを獲得し歴代2位となった（2012年1月現在）。

- オリコンでの最高位は4位であったが、初動売上は前作「SECRET AMBITION」を上回っており、前作の自己最高記録を更新した。

- 2009年8月16日にNHK総合で放送された『MUSIC JAPAN 新世紀アニソンSP』では、「Pray」を披露している。なお、これは2009年7月にNHKホールにてライブ収録されたものである。

## 収録曲
1. MASSIVE WONDERS [4:15]
作詞：水樹奈々、作曲・編曲：矢吹俊郎
  - テレビアニメ『魔法少女リリカルなのはStrikerS』後期オープニングテーマ
  - 日本テレビ『汐留☆イベント部』8月度エンディングテーマ
2. Happy Dive [4:00]
作詞：Bee'、作曲・編曲：藤田淳平（Elements Garden）
  - 日本テレビ『ラジかるッ』8月度エンディングテーマ
3. Pray [4:29]
作詞：Hibiki、作曲・編曲：上松範康（Elements Garden）
  - テレビアニメ『魔法少女リリカルなのはStrikerS』第24話挿入歌
4. MASSIVE WONDERS （without NANA）
5. Happy Dive （without NANA）
6. Pray （without NANA）

## 収録作品
| 曲名            | 作品名                                          | 作品種類           | 発売日         | 備考                          |
| --------------- | ----------------------------------------------- | ------------------ | -------------- | ----------------------------- |
| MASSIVE WONDERS | GREAT ACTIVITY                                  | オリジナルアルバム | 2007年11月14日 | 6thオリジナルアルバム         |
| MASSIVE WONDERS | THE MUSEUM II                                   | ベストアルバム     | 2011年11月23日 | 2ndベストアルバム             |
| MASSIVE WONDERS | NANA MIZUKI LIVE FORMULA at SAITAMA SUPER ARENA | DVD                | 2008年5月9日   |                               |
| MASSIVE WONDERS | NANA MIZUKI LIVE FIGHTER －RED SIDE－           | DVD                | 2008年12月25日 |                               |
| MASSIVE WONDERS | NANA MIZUKI LIVE DIAMOND×FEVER                  | DVD                | 2009年12月23日 |                               |
| MASSIVE WONDERS | NANA MIZUKI LIVE CASTLE×JOURNEY -KING-          | DVD                | 2012年5月2日   |                               |
| MASSIVE WONDERS | NANA CLIPS 4                                    | DVD                | 2008年07月02日 |                               |
| Pray            | THE MUSEUM II                                   | ベストアルバム     | 2011年11月23日 | 2ndベストアルバム             |
| Pray            | NANA MIZUKI LIVE FORMULA at SAITAMA SUPER ARENA | DVD                | 2008年5月9日   |                               |
| Pray            | NANA MIZUKI LIVE FIGHTER －BLUE SIDE－          | DVD                | 2008年12月25日 |                               |
| Pray            | NANA MIZUKI LIVE GAMES×ACADEMY -BLUE-           | DVD                | 2010年12月22日 |                               |
| Pray            | NANA MIZUKI LIVE CASTLE×JOURNEY                 | DVD                | 2012年5月2日   |                               |
| Pray            | ROCKBOUND NEIGHBORS                             | DVD                | 2012年12月12日 | 平安神宮奉納公演 ～蒼月之宴～ |
| Pray            | NANA CLIPS 7                                    | DVD                | 2016年4月7日   | 新規製作PV                    |